# 硒化亚铜
硒化亚铜是一种无机化合物，化学式为Cu2Se。它可由铜和硒在300~400 °C反应制得；或由硒化铜的热分解得到。它和硒化铟反应，可以得到CuInSe2。它和硅、硒在KCl/LiCl熔体中反应，可以得到Cu2SiSe3。

## 拓展阅读
- A.P. Richard, J.A. Russell, A. Zakutayev, L.N. Zakharov, D.A. Keszler, J. Tate. . Journal of Solid State Chemistry. 2012-03, 187: 15–19  [2022-04-05]. doi:10.1016/j.jssc.2011.11.013. （原始内容存档于2018-06-26） （英语）.